# 晋灭偪阳之战
晋灭偪阳之战發生於前563年（周灵王九年、鲁襄公十年、晋悼公十年、齐灵公十九年、宋平公十三年、卫献公十四年、曹成公十五年、吴王寿梦二十三年、莒犁比公十四年、邾宣公十一年、滕成公十二年、薛献公十六年、杞孝公四年）五月，晋国率诸侯联军攻灭偪阳国（今山东省枣庄市台儿庄区南偪阳故城）的作战。
前563年春季，晋悼公和鲁襄公、宋平公、卫献公、曹成公、莒犁比公、邾宣公、滕成公、薛献公、杞孝公、小邾穆公、齐国太子光在柤地（今江苏省邳州市西北）会见，为了会见吴王寿梦。四月初一日，诸侯在柤地会见。偪阳是吴国通往中原的必经之路。晋国的荀偃、士匄请求进攻偪阳而把它作为宋国向戌的封邑。荀罃说：“城小而坚，胜之不武，攻不下被人讥笑。”荀偃等人坚决请求。四月初九日，包围偪阳，不能攻克。鲁国孟孙氏的家臣秦堇父以人力拉装备车到达战地，偪阳人打开城门，诸侯的将士乘机进攻。内城的人放下闸门，郰县长官叔梁纥双手举门，把攻入城里的将士放出来。狄虒弥立起来大车轮子，蒙上皮甲作为大盾牌，用左手拿着，右手拔戟，领兵单成一队。孟献子说：“这就是《诗》所说的‘有力如虎’的人啊。”偪阳的守城人挂下了布，秦堇父拉着布登城，刚到墙垛，守城人就割断了布。秦堇父跌落在地，守城人又挂下来布。秦堇父醒来重新上去，这样三次，守城人钦佩他的勇敢，不再挂布。这才退兵，割的布做了带子，在军内游行示众三天。
诸侯的军队在偪阳围城很久，荀偃、士匄请示荀罃说：“快下雨了，恐怕到时不能回去，请退兵吧。”荀罃发怒，向他们扔过去弩机，机从两个人中间飞过，说：“你们把事办成了，再来跟我说话，原来我怕意见不一扰乱军令，所以没有反对你们。你们既已使国君勤劳、发动诸侯联军，牵着老夫到了这里，既没坚持进攻，又想归罪于我，回去说是我下令退兵。我已经老了，还能再承担罪责吗？七天攻不下来，一定要杀了你们！”五月初四日，荀偃、士匄率领步兵攻打偪阳，亲冒箭石，五月初八日，灭亡了偪阳。《春秋经》记载“遂灭偪阳”，即从柤地盟会以后就进攻了偪阳，晋国把偪阳封给向戌。向戌辞谢，晋国把偪阳给了宋平公。晋悼公病愈，带了偪阳子（偪阳国君）回国，奉献于武宫，称为夷人俘虏。偪阳，是妘姓一族统治的。晋悼公派周朝的内史选择妘姓宗族的族嗣，让他们居住在霍人地方。